# Neodexiopsis macrocera
Neodexiopsis macrocera är en tvåvingeart som först beskrevs av Wulp 1896.  Neodexiopsis macrocera ingår i släktet Neodexiopsis och familjen husflugor. Inga underarter finns listade i Catalogue of Life.